# Вазописец Наццано

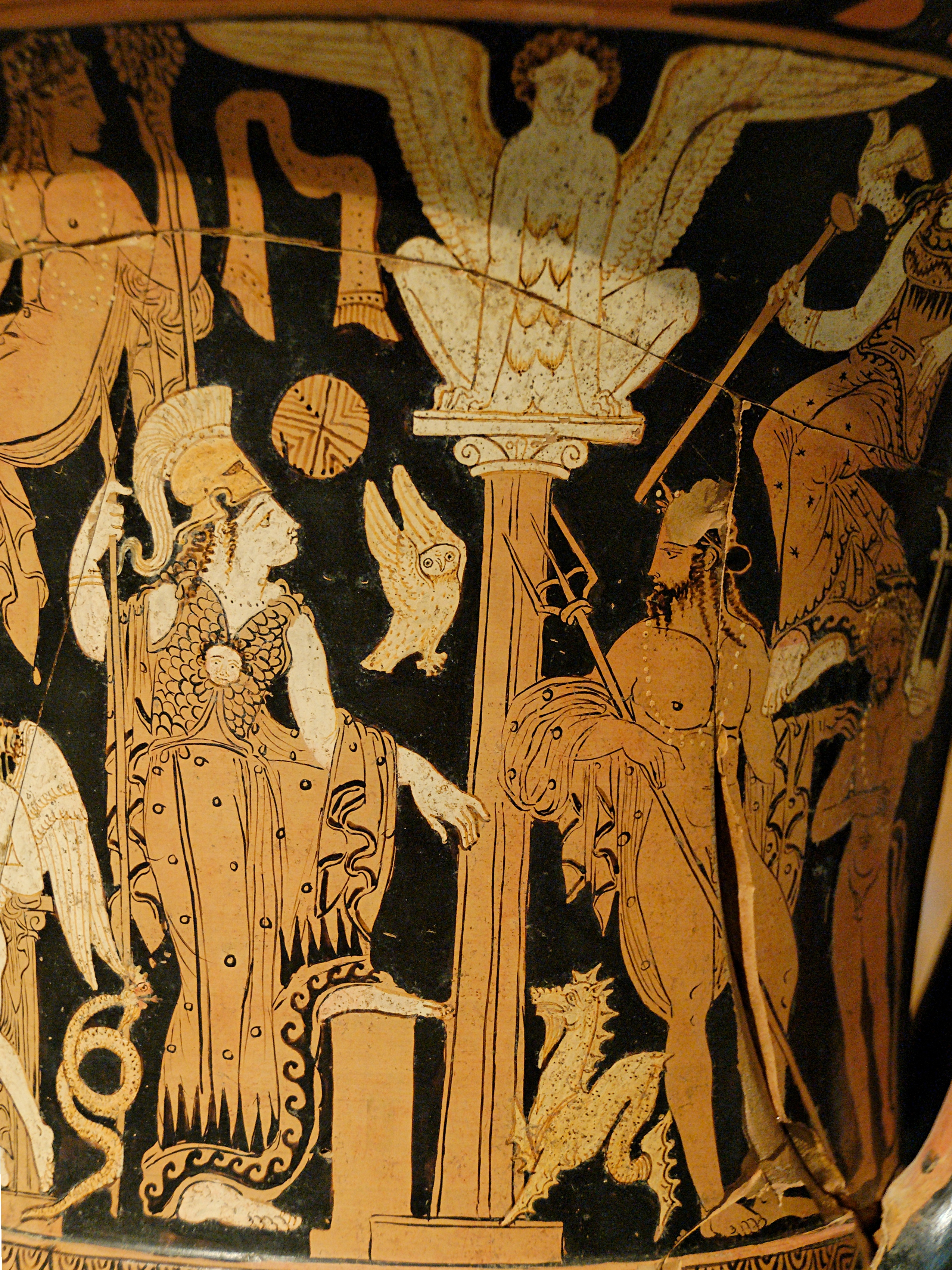
Изображение Афины и Посейдона на кратере с волютами вазописца Наццано. Около 360 г. до н. э. Лувр. Париж

Вазописец Наццано (англ. Nazzano Painter, нем. Nazzano-Maler) — анонимный греческий вазописец, работал в Фалериях в середине 4 века до н. э. в краснофигурной технике. Условное название происходит от современного итальянского города Наццано.
Вазописец Наццано — один из немногих вазописцев-фалисков, чья идентификация работ чрезвычайно чёткая благодаря особой манере мастера. По его стилю ощущается влияние таких афинских художников, как вазописец Мелеагра и вазописец Эномая (некоторые исследователи даже предполагают, что и сам вазописец Наццано мог быть не этруском, а греком, который прибыл из Афин). Вазописец Наццано часто использовал их технику драпировки одежды. Вазы разного периода вазописца Наццано отличаются упорядоченностью фигур или, наоборот, полной их хаотичностью.

## Известные работы
- кратер с волютами с изображением Афины и Посейдона, сейчас в Лувре. Экспонат CA 7426[2].
- кратер-киликс 1970.487 в Бостонском художественном музее. На стороне А вазы изображена Телефа, что угрожает малышу Оресту в присутствии царя Агамемнона[3]. На стороне В — Дионис и Ариадна стоят между двумя прыгающими сатирами[1]. Артур Дейл Трендал считал, что мотив кратера мог быть навеян пьесой Еврипида «Телеф»[4].
- кратер-киликс: Захват Трои ахейцами, Национальный музей Вилла Джулия[5].